# Gummiudden
Gummiudden är en kulturutmärkelse utdelad årligen sedan 1967 av Humanistiska föreningen vid Stockholms universitet.
Enligt stadgan ska den utdelas till:
"fysisk eller juridisk person, som i sin kritiska verksamhet ej lyckats i krigarens ärliga uppsåt att såra och döda, utan endast harmlöst plattat till polemikens udd mot den angripne och/eller kanske till och med i sitt donquixotska stormanlopp svängt sin udd så i blindo, att densamma böjts i riktning mot honom själv."
Gummiudden består av en slappt hängande pil av gummi, fäst på en sockel av ädelträ försedd med silverplatta på vilken ingraverats "O, var är min udd?" samt namnen på mottagarna.

## Pristagare
- 1967 – Författaren och regissören Vilgot David Harald Sjöman, Stockholm
- 1968 – Vattenrättsdomaren Gunnar Fredriksson, Växjö
- 1969 – Regissören Ingmar Bergman, Stockholm
- 1970 – Skådespelaren Agneta Ekmanner, Stockholm
- 1971 – Generaldirektören Jonas Orring, Stockholm
- 1972 – Södra Norrlands kustland och inland, Norrland
- 1973 – Södra Norrlands kustland och inland, Norrland
- 1974 – Generaldirektör Valfrid Paulsson, Sigtuna
- 1975 – Lotten, riksdagen
- 1976 – Riksdagsmannen m.m. Olof Palme, Stockholm
- 1977 – Dagens Nyheter, Stockholm
- 1978 – Borgarrådet Lennart Rydberg, Stockholm
- 1979/1980 – Olof Lagercrantz och Sven Stolpe
- 1981 – Riksdagsmännen Tage Adolfsson, Anders Gernandt, Sven Johansson, Tore Nilsson och Bo Siegbahn
- 1982 – Nöjeschefen Lars Boberg
- 1983 – Bokförläggaren Bo Cavefors
- 1984 – Programdirektören vid Sveriges Radio AB, P-O Johansson
- 1985 – Utrikesminister Lennart Bodström
- 1986 – 1969 års psalmkommitté
- 1987 – Kommittén för Årets svensk, Rapportredationen, TV2
- 1988 – Överintendent Per Bjurström, Nationalmuseum
- 1989 – Svenska Akademien
- 1990 – Trafikens konstnämnd, Stockholms läns landsting
- 1991 – Tidningen Gaudeamus, Stockholms universitets studentkår
- 1992 – Banverket
- 1993 – Naturhistoriska riksmuseet
- 1994 – Telia
- 1995 – Carl Tham, utbildningsminister
- 1996 – Gudrun Schyman och Nackapolisen
- 1997 – Marita Ulvskog, kulturminister
- 1998 – Carl Tham, utbildningsminister
- 1999 – Södra Norrlands kustland och inland
- 2000 – Inga-Britt Ahlenius, Riksrevisionsverkets generaldirektör
- 2001 – Pål Hollender, konstnär och filmskapare
- 2002 – Jan Björklund, skolborgarråd
- 2003 – Joachim Berner, mediaman
- 2004 – Staffan Hellgren
- 2005 – Johan Klange och Christian Löf, presidium i Stockholms universitets studentkår
- 2006 – Carl Tham
- 2007 – Kristian Lundberg
- 2008 – Carl Strömbäck
- 2009 – Erland Ringborg
- 2010 – Göran Hägglund
- 2011 – Carl Tham
- 2012 – Ingen pristagare
- 2013 – Ingen pristagare
- 2014 – Anders Borg
- 2015 – Ingen pristagare
- 2016 – Dick Harrison
- 2017 – Alice Bah Kuhnke
- 2018 – Svenska Akademien
- 2019 – Jesper Rönndahl
- 2020 – Agnes Lidbeck
- 2021 – Dan Eliasson
- 2022 – Tidningen Bulletin
- 2023 – Gudrun Sjödén